# 中國駐新潟總領事館
中華人民共和國駐新潟總領事館（日语：在新潟中華人民共和国総領事館），简称中国驻新潟总领事馆，是中華人民共和国在日本新潟縣新潟市設置的總領事館。
2010年6月24日，中國第6家駐日總領事館在新潟市開設。首任總領事是曾任江蘇省外事辦公室主任的王華。

## 所在地
〒951-8104 新潟縣新潟市中央区西大畑町5220-18（5220-18, Nishiohata-cho, Chuo-ku, Niigata,〒951-8104）

## 领区
新潟縣、福島縣、山形縣、宮城縣

## 機構設置
中國駐新潟總領事館設置下列機構：
- 双边处
- 领侨处
- 办公室